# Fetească albă

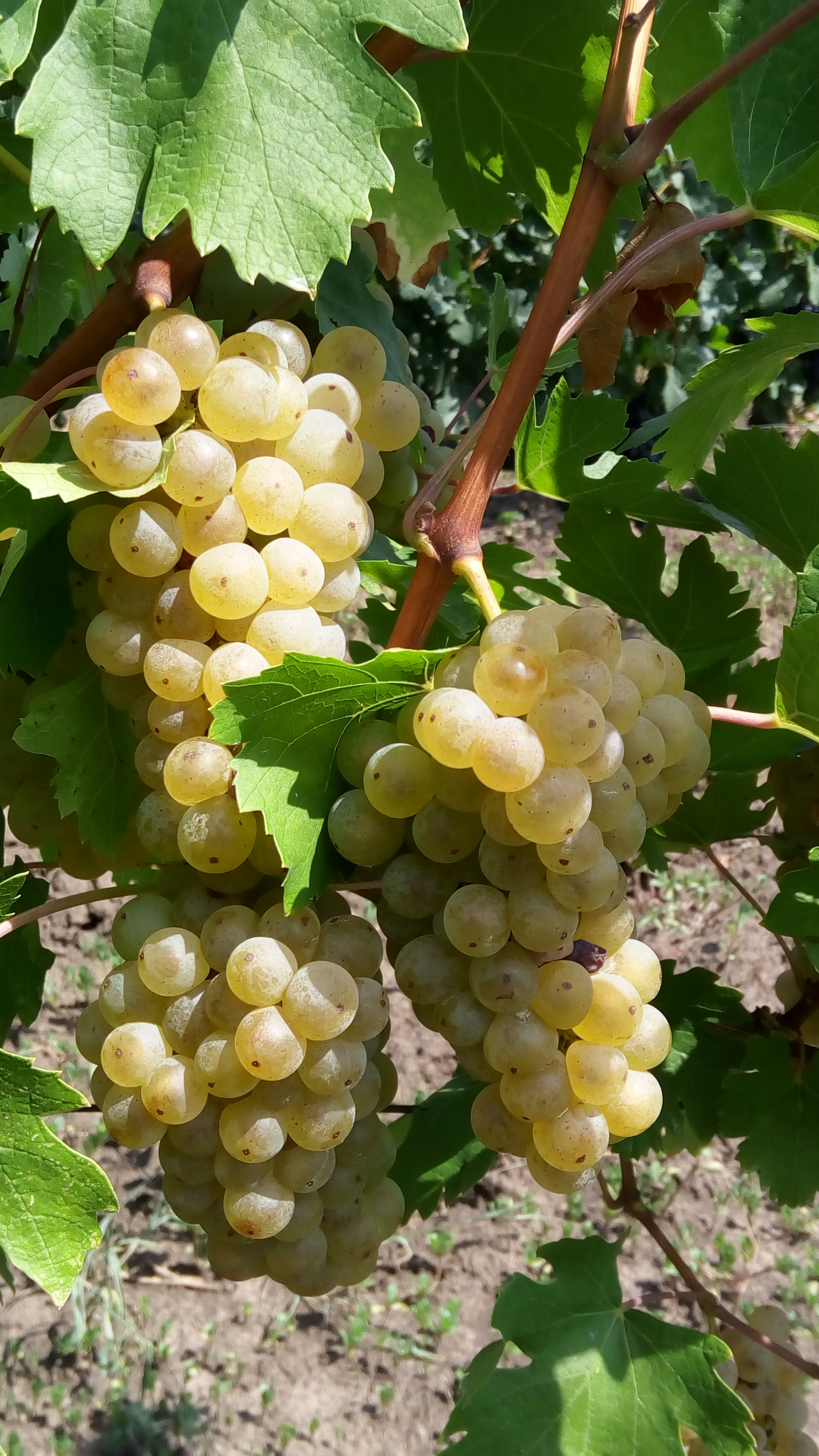
Fetească Albă - 2016

Feteasca albă este un soi românesc de struguri de vin, cultivat în majoritatea zonelor viticole din România. 
Strugurii sunt uniaxiali, de formă cilindrică sau cilindro-conică, de mărime mică sau mijlocie, cu boabe dese, neomogene. Greutatea medie a unui strugure variază între 100 și 250 g. Bobul este sferic cu punct pistilar aparent. Miezul este zemos și nearomat. Este un soi autofertil, rezistent la ger, dar sensibil la putregaiul cenușiu.
La maturitatea deplină, conținutul de zaharuri în must variază între 198,8 g/l și 223 g/l, adică echivalentul a 11,7 și 13,1 vol. alcool. Aciditatea totală medie variază între 3,6 g/l și 4,7 g/l.